# Кодекс про довкілля Франції
У французькому законодавстві кодекс про довкілля (екологічний кодекс) об’єднує та організовує в чинному кодексі нормативно-правові акти, що стосуються екологічного права. Він кодифікує тексти з різних джерел: попереднє французьке законодавство, європейське та міжнародне право.
Законодавча частина закону була кодифікована декретом від вересня 2000 року, а нормативна частина кодифікувалася поступово з серпня 2005 року.

## Історія
Ідея кодифікації права довкілля виникла в 1976 році в промові міністра юстиції Жана Лекануе в Ла-Рош-сюр-Йон 23 січня.
У 1980 році академік Жан Ламарк опублікував компіляцію екологічного права в збірнику «Petits codes» опубліковано Dalloz, вибравши якомога ширшу трансверсальність.
У 1989 році кілька текстів про охорону природи були кодифіковані в сільському кодексі, поряд з положеннями про полювання та рибальство. Слід зазначити, що в цей період уряд Мішеля Рокара приступив до систематичної кодифікації французького права.
Розробка Екологічного кодексу була вперше включена до програми роботи міністра, відповідального за довкілля, Бріса Лалонда, у 1988 році, а звіт про доцільність цього кодексу був підготовлений у 1991 році Французьким товариством екологічного права під пером Мішеля Пріера. У 1992 році Сеголен Руаяль доручила професору Жилю Мартену скласти план майбутнього кодексу. Цей план було подано 11 грудня 1992 року. Потім план було передано до Вищої кодифікаційної комісії, яка в 1996 році подала попередній проєкт закону, спрямований на виправлення невідповідностей між різними текстами до кодифікації.
Тим часом перший біль про ухвалення Екологічного кодексу був поданий до парламенту в 1994 році урядом Балладюра, але він був швидко відкликаний.
Тоді Мішель Барньє, який став міністром довкілля, висунув ідею поширити законопроєкт, який фокусувався на ризиках, на всі екологічні питання. Тому саме з метою кодифікації права довкілля у Франції закон Барньє від лютого 1993 інтегрує у національне законодавство серію загальних принципів, що випливають із європейського права та кількох міжнародних конвенцій, підписаних Францією.
Законопроєкт про Екологічний кодекс Франції був опублікований ще раз до парламенту 27 травня 1998 року і відкликана так само, як і в 1994 р.. Нарешті, через перенапруження парламенту (як нібито з боку уряду), 18 вересня 2000 було опубліковано законодавчу частину абсолютно нового екологічного кодексу згідно. Книга VII про захист Антарктиди була додана 15 квітня 2003 року. Ця законодавча частина об'єднує положення 39 раніше розрізнених законів.
22 квітня 2005 року була опублікована нормативна частина Книги VII про Антарктиду, а 2 серпня того ж року нормативна частина Книг I, III і IV. 22 березня 2007 року новий декрет об'єднав понад 70 декретів для складання нормативної частини книг II і VI, і, нарешті, 12 жовтня 2007 року нормативна частина була додана до книги V. Останній декрет додав до Кодексу 3 000 статей.
У 2016 році Закон про відновлення біорізноманіття, природи та ландшафтів додав нові принципи до Екологічного кодексу. Паперова версія (хоча й анотована та з коментарями) Екологічного кодексу тепер містить 3 500 статей.

## Принципи та цілі

### Цілі кодифікації
За словами Мішеля Пріера, початкова ідея кодифікації полягає в тому, щоб надати легітимність екологічному праву та «визнавати довкілля загальною цінністю». Крім того, кодекс полегшує загальну доступність до норм права.

### Принципи екологічного права, викладені в книзі I
Закон Барньє від лютого 1993 р. транскрибує три принципи права довкілля у французьке законодавство:
- принцип превенції;
- принцип обережности, взятий з принципу 15 Декларації Ріо-де-Жанейро 1992 р. Однак французький переклад уточнює цей принцип, роблячи його предметом «пропорційної» реакції та «економічно прийнятних витрат»;
- і принцип «забруднювач платить», останній включений до Єдиного європейського акту 1987 року.

Потім, 26 жовтня 2005 року, було додано наступне:
- принцип вільного доступу до інформації про довкілля відповідно до Орхуської конвенції 1998 року, яку Франція ратифікувала у 2002 році.[6]

Нарешті, як зазначалося вище, Закон про біорізноманіття 2016 року додає нові принципи до Екологічного кодексу: принцип недопущення регресу екологічного права та принцип, згідно з яким усі види використання можуть сприяти біорізноманіттю, зокрема, сільськогосподарська та лісова діяльність.

## Зміст
Кодекс складається із законодавчої та регуляторної частин. Кожна з них складається з семи книг, поділених на розділи, глави, розділи, підрозділи та пункти:
1. Загальні положення;
2. Фізичні середовища;
3. Природні території;
4. Природна спадщина, тваринний і рослинний світ;
5. Запобігання забрудненню, ризикам і неприємностям[en];
6. Положення, що застосовуються в Новій Каледонії, Французькій Полінезії, Воллісі та Футуні, Південних і Антарктичних землях Франції та Майотті;
7. Охорона довкілля в Антарктиді.

### Книга I: Загальні положення
- Назва I: Загальні положення

Ця назва нагадує про загальні принципи екологічного права та визначає 5 цілей кодексу.
- Розділ II: Інформування та участь громадян

Цей заголовок пояснює участь громадськості в ухваленні рішень, що стосуються довкілля, місії національної комісії для громадського обговорення питань, пов’язаних з довкіллям, характеристики оцінки впливу на довкілля та умови екологічного дозволу. Він робить оцінку впливу обов'язковою для проєктів, які «можуть мати значний вплив на довкілля або здоров'я людей».
- Розділ III: Заклади
- Розділ IV: Асоціації захисту довкілля та органи місцевого самоврядування
- Розділ V: Фінансові положення

### Книга II
Ця книга стосується фізичних середовищ:
- Розділ I : Вода, водне та морське середовище. Зокрема, він визначає номенклатуру IOTA[fr].
- Розділ II: Повітря та атмосфера

### Книга III

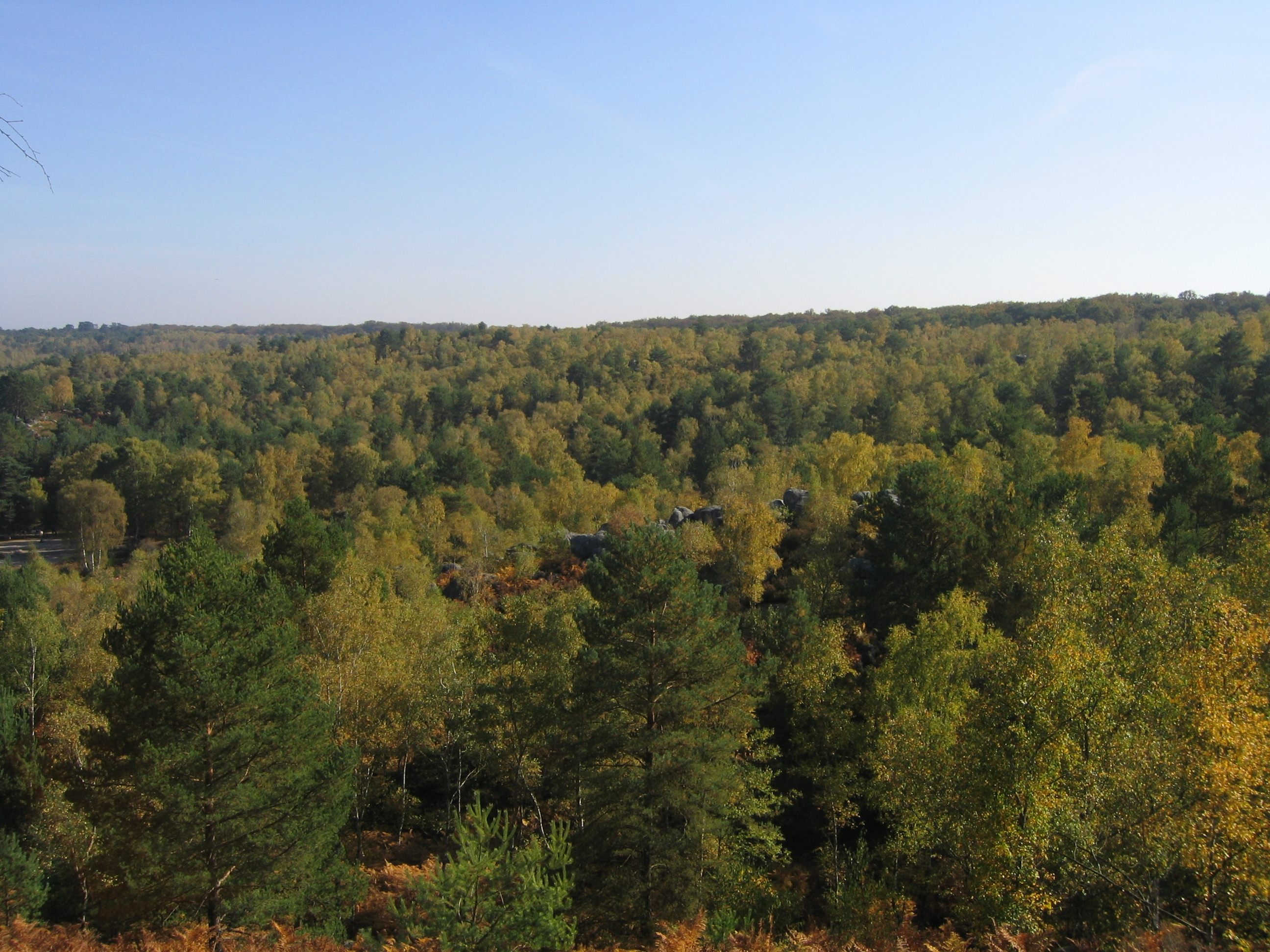
Не всі природоохоронні території Франції перераховані в III книзі. Наприклад, ліс Фонтенбло, найстаріший із цих охоронюваних територій, є класифікованою територією (Книга II, назва IV) і всесвітнім біосферним заповідником (Книга III, назва III), але вона також є територією Natura 2000 (Книга IV, назва I) і Захисним лісом (кодифіковано в Лісовому кодексі (новому)).

Ця книга стосується природніх просторів:
- (Розділ I стосувався інвентаризації, але був скасований)
- Розділ II: Літораль
- Розділ III : Парки та заповідники
- Розділ IV : Пам'ятки, внесені до реєстру[fr]
- Розділ V : Ландшафти
- Розділ VI : Доступ до природи
- Розділ VII : Зелено-блакитна інфраструктура[en]

### Книга IV

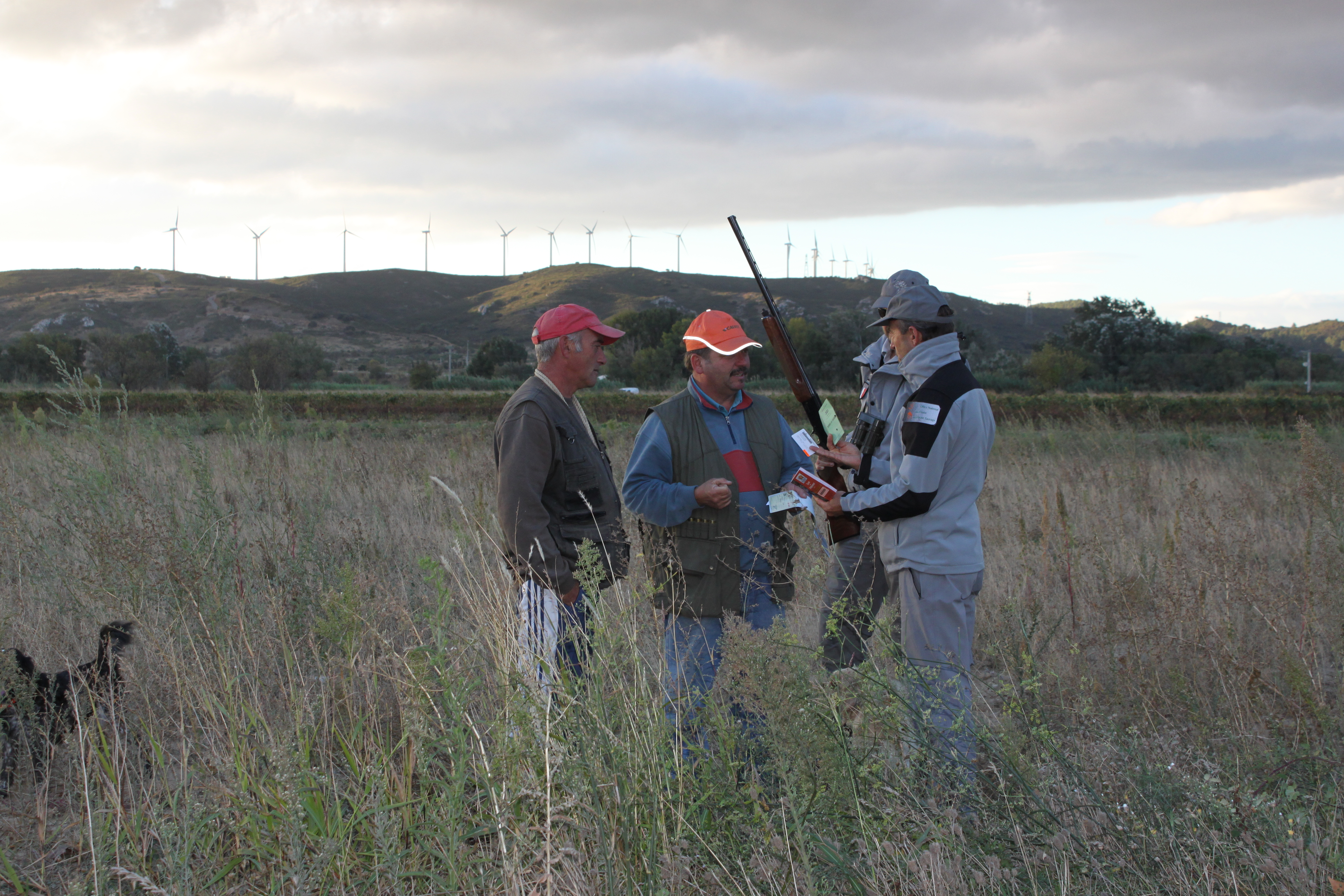
Агенти ONCFS (тепер OFB) перевіряють мисливців в Оді в 2010 році.

У книзі IV йдеться про охорону та управління фавною та флорою, включаючи полювання та прісноводне рибальство. Вона містить положення, які раніше містилися в сільському кодексі, зокрема в книзі II сільського кодексу, оприлюдненого в 1989 році.
- Розділ I: Охорона природної спадщини, зокрема заборона заподіяння шкоди охоронюваним видам[fr] та умови винятків з цієї заборони, створення об'єктів природно-заповідного фонду, природоохоронних територій та територій «Натура 2000»;
- Розділ II: Полювання;
- Розділ III: прісноводне рибальство та управління рибними ресурсами.

### Книга V
Книга V (найбільш об'ємна) є кодифікованим постійним законом, тобто вона скасовує і замінює всі декрети, включаючи декрет 1977 року про секретні об'єкти, і включає в себе весь їхній зміст.

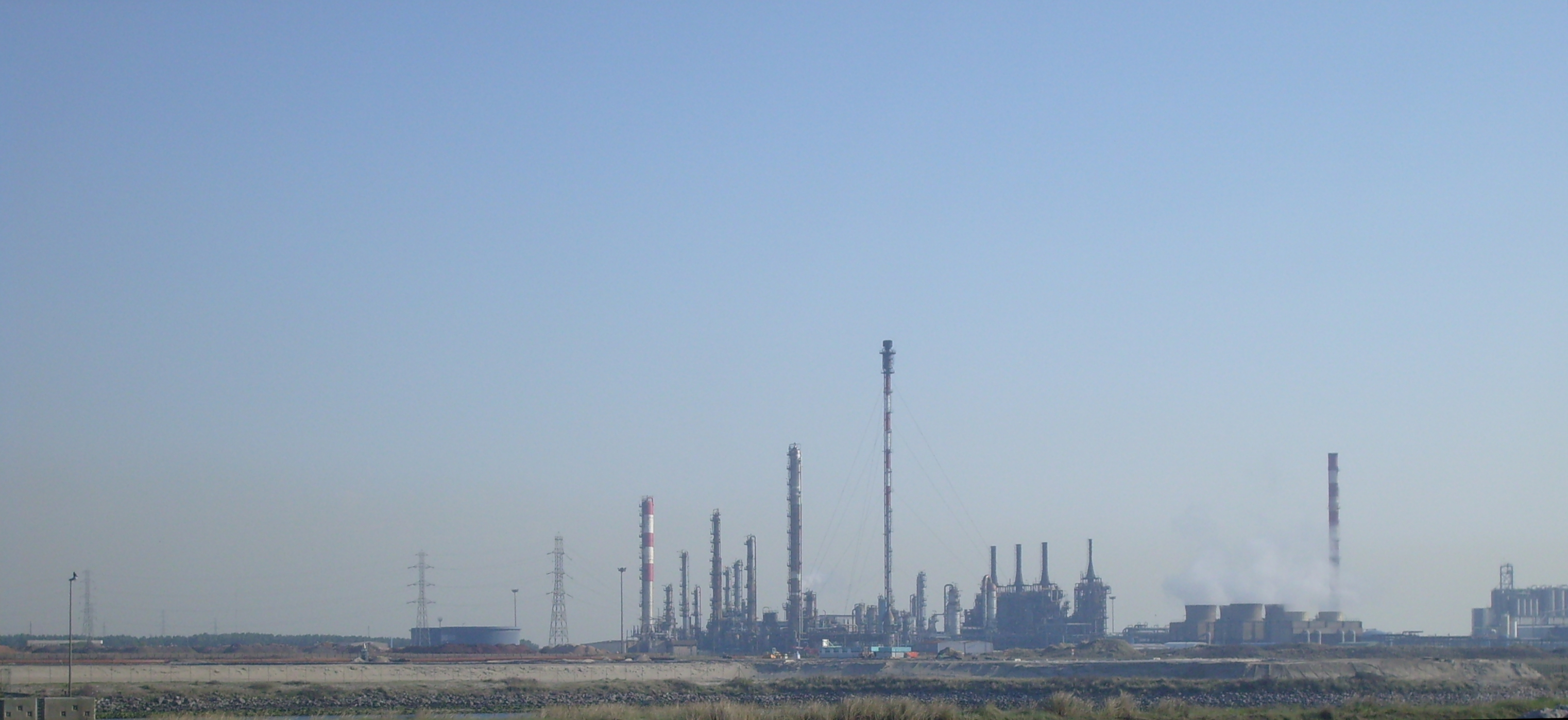
Установка, класифікована для захисту довкілля (SEVESO 2), у Дюнкерку.

- Розділ I стосується об'єктів, класифікованих з метою захисту довкілля[fr] (ICPE), і замінює положення Декрету 77-1133 від 21 вересня 1977 року, що імплементує Закон 76-663 від 19 липня 1976 року. Він також включає номенклатуру ICPE з Декрету № 53-578 від 20 травня 1953 року про номенклатуру небезпечних, шкідливих для здоров'я або незручних об'єктів.
- Розділ II охоплює хімічні продукти, біоциди, їх контроль і розміщення на ринку. Він також транспонує елементи, що стосуються Директиви 2003/87/ЄС про встановлення системи обміну дозволами на викиди парникових газів.
- Розділ III стосується ГМО (статті D. 531-1 і наступні), він, зокрема, забороняє навмисне розповсюдження ГМО з будь-якою метою, крім розміщення на ринку.

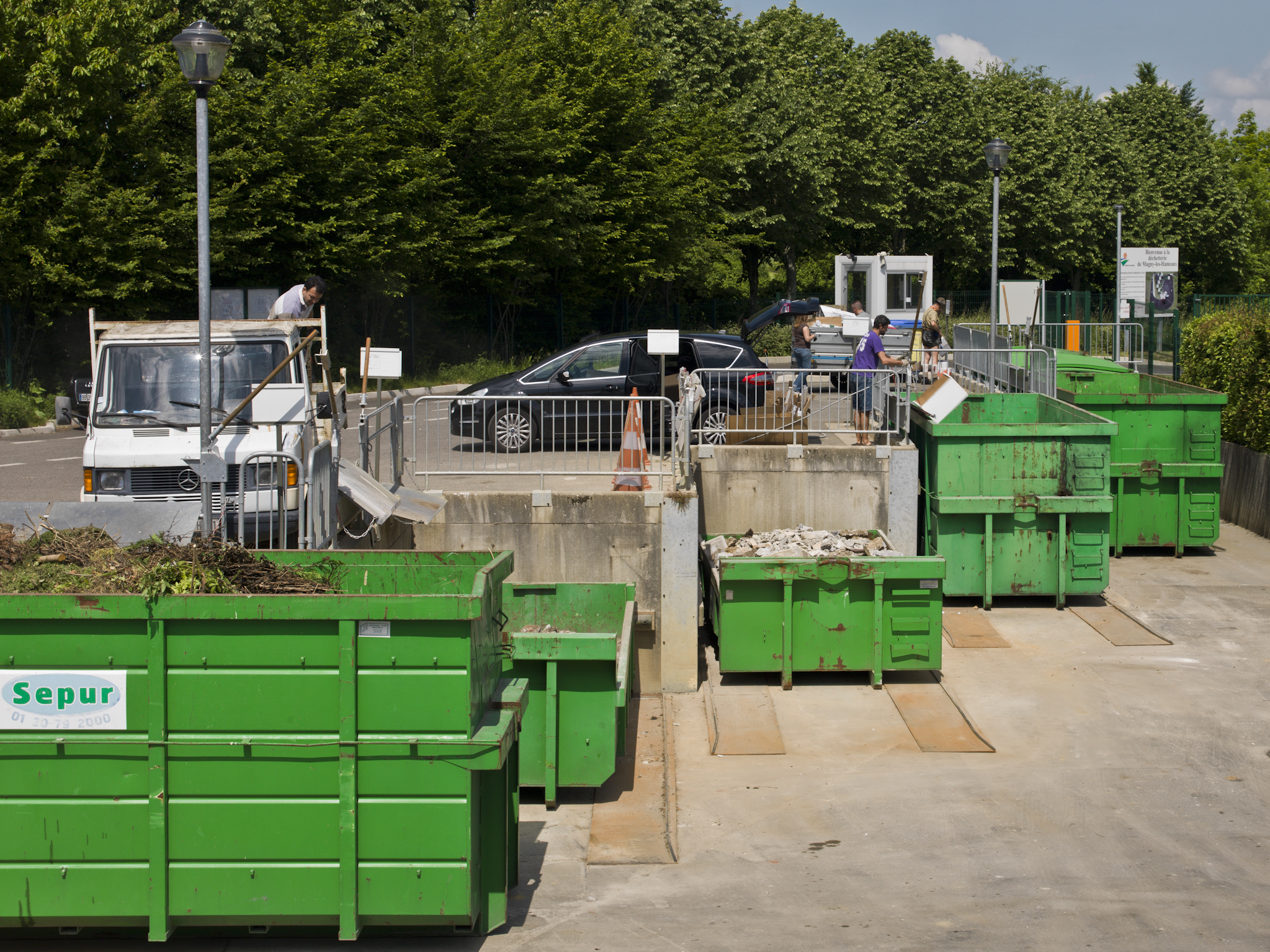
Центр утилізації відходів Маньї-ле-Амо.

- Розділ IV, що стосується відходів, включає декрет 96-1008 від 18 листопада 1996 щодо планів утилізації побутових і аналогічних відходів (крім статті 11), декрет 96-1009 від 18 листопада 1996 щодо планів утилізації спеціальних промислових відходів (крім статті 12, I). Кодекс особливо стосується використаних шин і акумуляторів, холодоагентів, транспортних засобів, що вийшли з ладу, а також відпрацьованого електричного й електронного обладнання.

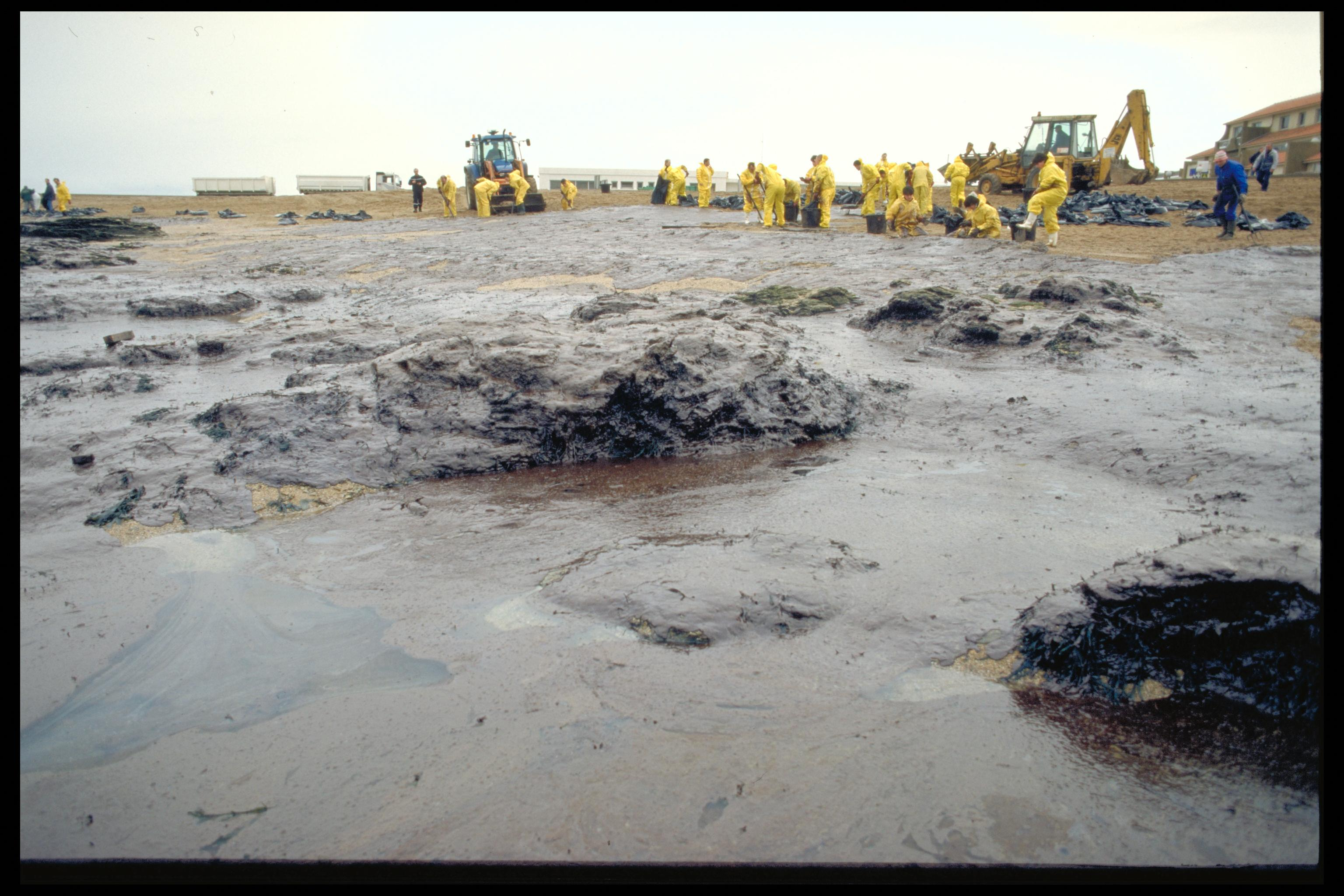
Розлив нафти, викликаний затопленням Еріки, на пляжі Сен-Гільдас.

- Розділ V стосується конкретних положень щодо певних робіт або установок, досліджень небезпеки, які необхідно провести, і текстів щодо завантаження/розвантаження небезпечних матеріалів. Це також стосується забруднення та відходів: це, наприклад, на підставі статті 541-2, яка передбачає, що кожен, хто забруднює відходами зобов'язаний забезпечити або забезпечив його усунення, що муніципалітет Мескера зобов'язав компанію Total відшкодувати їй частину витрат на очищення від забруднення, викликаного розливом нафти, спричиненим затопленням Еріки в 1999 році, у грудні 2008.
- Розділ VI спрямований на запобігання природним ризикам (включаючи повені) у Розділі IV) і включає заходи щодо захисту населення та принципу превенції. Розділ I глави 3 визначає правила сейсмостійкого будівництва в зонах ризику.
- Розділ VII спрямований на запобігання шумовому забрудненню, а розділ 3 стосується розвитку наземного транспорту та інфраструктури. Середовище в аеропорту також спрямоване на захист місцевих жителів і околиць.

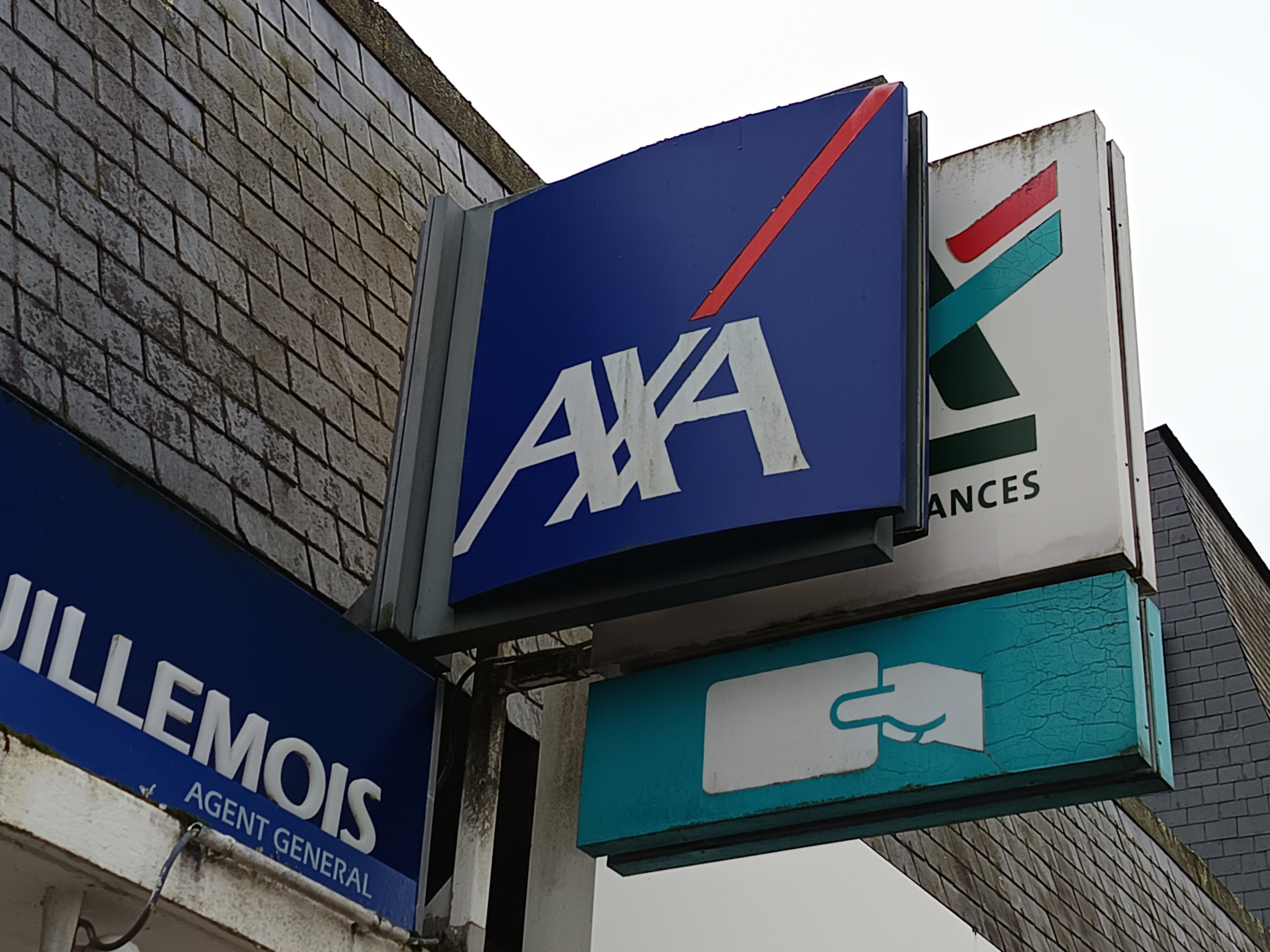
Два знаки на шибеницях, що закривають один одного, у Везін-ле-Коке (Франція), що ілюструє необхідність координації та регулювання знаків.

- Розділ VIII спрямований на захист життєвого середовища, широкий термін, що охоплює регулювання реклами, вивісок і попереджувальних знаків (розділ I), візуального забруднення, наприклад, повітряними лініями електропередачі (розділ II, з окремою статтею без нормативного перекладу) і світлового забруднення (розділ III).
- Розділ IX про ядерну безпеку.

### Книга VII

Логотип Договору про Антарктику

Книга VII транспонує положення Договору про Антарктику у французьке законодавство.

## Зацікавлені сторони
Державна рада видає умови для застосування деяких статей.
Повідомлення
- Регіональний екологічний комітет,
- Департаментська рада з довкілля, здоров'я та технологічних ризиків (CODERST)

Громадський запит
- Територіальна громада ,
- Залежні від нього громадські установи,
- Адміністративний трибунал: голова призначає комісію з розслідування,
- Орган, відповідальний за управління проєктом ,
- Орган контролю розслідуваної операції,
- Публіка.

Група громадських інтересів
- Групи можна формувати для створення та керування спільним обладнанням, персоналом або спільними службами.

## Інші відповідні нормативні акти

### Місце в ієрархії стандартів
Екологічного кодексу та законів інших кодексів, які стосуються цього Кодексу, повинні відповідати:
- положенням Конституції: принципам екологічної хартії[en] та ін.
- положенням міжнародним договорам:
  - нормативно-правові акти Європейського Союзу,
  - міжнародні договори, що стосуються довкілля,
  - а також положення органічних законів, які можуть змінювати організацію публічних повноважень у справах, прямо чи опосередковано пов’язаних із довкіллям.

### Відносини з іншими кодексами
Близько п'ятнадцяти інших кодексів пов'язані, наприклад, з екологічним кодексом:
- Містобудівний кодекс Франції[fr], оскільки він стосується законодавства про землекористування і, таким чином, охорони природних просторів. Закон про прибережні території[fr], гірський закон тощо. таким чином значною мірою кодифіковані в містобудівному кодексі. Зв'язок між міським плануванням і довкіллям був посилений положеннями закону про солідарність та оновлення міст[fr].
- Комерційний кодекс: закон про нові економічні правила (NRE), стаття L. 225-100 до 102 і після розгляду екологічних наслідків діяльности в річному звіті для акціонерів.
- Митний кодекс (податок на забруднюючу діяльність),
- Сільський кодекс Франції[fr]

## Аналізи та критика

### Критика сфери застосування кодексу
Що стосується сфери дії Екологічного кодексу, Шанталь Канс вважає, що «цілі сфери, які повинні бути охоплені Екологічним кодексом, залишаються поза його межами», наводячи як приклад захист ґрунтів та ядерні об'єкти.
У 2002 році Мішель Прієр зазначив, що «великим пропуском» Екологічного кодексу є тема лісів, яка регулюється Лісовим кодексом, хоча цей кодекс існував ще до створення Екологічного кодексу. Він також висловлював жаль, що назва ландшафту була надто обмеженою.

### Критика принципів і цілей кодексу
Конституційна Рада вважає, що мета «посилення легітимности державних рішень у сфері охорони довкілля та підвищення їх якости» не була досягнута через 20 років після його ухвалення.